# Gideons International
The Gideons International is een organisatie van ongeveer 275.000 christelijke ondernemers, professionals en leidinggevenden binnen het bedrijfsleven of de overheid en hun vrouwen, die zich onder meer inzetten voor het verspreiden en beschikbaar stellen van de Bijbel (of delen daarvan, meestal het Nieuwe Testament). De bijbels en Nieuwe Testamenten worden door hen thans in meer dan 1200 talen en in 201 landen (gegevens van 2018) verspreid en wel in nauwkeurig bepaalde sectoren van de samenleving. De organisatie is met name bekend door het plaatsen van bijbels en Nieuwe Testamenten in hotels, scholen, ziekenhuizen, verpleeghuizen, kazernes, gevangenissen en dergelijke.
De naam Gideon werd door de oprichters gekozen omdat zij in Gideon (Rechters 6) een parallel zagen. De oprichters voelden zich geroepen tot een taak die alleen met Gods hulp kon worden volbracht. Het embleem van de organisatie bestaat uit een kruik met een vlam, een verwijzing naar Gideons overwinning in Rechters 7.

## Geschiedenis
De organisatie had zijn begin in 1899 in Boscobel, Wisconsin, drie zakenmensen, Nicholson, Hill en Knights spraken, als reizende zakenmensen, af zich in te zetten om een bijbel beschikbaar te stellen in alle hotels en motels van de Verenigde Staten. Inmiddels is de organisatie wereldwijd actief in 201 landen en heeft zij meer dan 2 miljard bijbels en Nieuwe Testamenten gratis verspreid (data: 2018).
Op initiatief van enige Nederlandse christenen, die kennisgemaakt hadden met het werk van The Gideons International in Amerika is in 1948 in samenspraak met enkele Nederlandse kerken The Gideons International "The Netherlands" opgericht. Het doel was, net zoals al in enkele andere landen in de wereld, bijbels of Nieuwe Testamenten ter beschikking te stellen van hotels. De manier van werken in Nederland ging in de loop der jaren afwijken van de in de rest van de wereld gebruikelijke.
In 1984 vond er in Nederland een heroprichting plaats onder de naam The Gideons International "the Netherlands". De reden hiervoor was dat, door de jaren heen (van 1948 tot 1984), de jaarlijkse ledenraadvergadering van De Nederlandse Gideons - met meerderheid van stemmen - de manier van opereren had gewijzigd, waardoor er uiteindelijk een fundamenteel verschil in methodiek en aanpak ontstond tussen De Nederlandse Gideons en The Gideons International. Het belangrijkste verschil betrof de uitvoering:
- The Gideons International is een vrijwilligersorganisatie. De leden daarvan, christenzakenmensen/-vrijwilligers, dragen alle overheadkosten en zorgen persoonlijk en voor eigen kosten voor de distributie van de bijbels en Nieuwe Testamenten.
- De Nederlandse vereniging, nu Bijbelvereniging v/h De Nederlandse Gideons, is een charitatieve instelling waarbij de distributiewerkzaamheden worden verricht door een of meer werknemers in loondienst. Het Internationaal Bestuur van The Gideons International besloot, op aandringen van sommige van de oorspronkelijke initiatiefnemers tot heroprichting en organiseerde in 1984 de Stichting The Gideons International "the Netherlands". Sinds de heroprichting in 1984 is de Stichting The Gideons International "the Netherlands" operationeel met intussen 16 regionale afdelingen.

## Organisatiestructuur
The Gideons International is onderverdeeld in twee hoofdcategorieën: zelfstandige landen, met een eigen landelijk hoofdkantoor en niet-zelfstandige landen, direct vallend onder het Internationale Hoofdkantoor. De Gideons (mannen) en Auxiliary (vrouwen) hebben ieder, naar hun specifieke eigenschappen en mogelijkheden, hun eigen taken en doelgebieden.
Het Internationaal Hoofdkantoor van The Gideons International is gevestigd in Nashville (Tennessee) en heeft een Internationaal Bestuur. Het Internationaal Hoofdkantoor beheert het Internationaal Bijbelfonds.
Zelfstandige landen hebben een eigen Nationaal Hoofdkantoor. Zij verzorgen hun eigen organisatie en administratie. De onkosten worden betaald uit de contributie en eventuele extra bijdragen van de Gideons en Auxiliary uit dat land. Zij financieren de aanschaf van bijbels voor hun eigen land volledig uit giften afkomstig uit dat eigen land. Niet-zelfstandige landen, waaronder ook Nederland, zijn afhankelijk van gelden ter beschikking gesteld door het Internationaal Hoofdkantoor.
Elk Gideon land is onderverdeeld in lokale of regionale afdelingen. Nederland kent 16 afdelingen.

### Internationaal Bijbelfonds
Het Internationaal Bijbelfonds wordt beheerd door het Internationaal Hoofdkantoor. Het fonds beheert gelden gedoneerd door eigen leden, kerken, organisaties en individuele personen wereldwijd. 
Uniek is dat de gelden welke door The Gideons International worden ontvangen, voor de volle 100% aangewend worden voor het drukken en verzenden van nieuwe bijbels en bijbelgedeelten. De overheadkosten van de organisatie, internationaal zowel als lokaal, worden geheel door de leden zelf gedragen, betaald uit de contributie en aanvullende eigen bijdragen. Zodoende kan de garantie worden gegeven dat al het geld dat in het Bijbelfonds ontvangen wordt ook daadwerkelijk alleen aan bijbels wordt besteed.

## Verspreiding van de Bijbel
De Gideons International maken de Bijbel of het Nieuwe Testament plus Psalmen beschikbaar in onder andere de volgende verspreidingsgebieden binnen de samenleving, in totaal 55 doelgroepen:
- Hotel (incl. motels, bed & breakfast en cruiseschepen)
- Ziekenhuizen, ten behoeve van patiënten
- Verplegend personeel in ziekenhuizen en verzorgcentra
- Militairen, politie, brandweer, marechaussee
- Scholieren en studenten
- Gevangenissen

Wereldwijd worden er ongeveer 90 miljoen bijbels of Nieuwe Testamenten per jaar uitgereikt of geplaatst. In Nederland is dit ongeveer 50.000 per jaar.

## Bijbelvertaling
De Gideons International gebruiken bestaande vertalingen binnen de meer dan 1200 taalgebieden. Bij de keuze voor een vertaling uit de grondtekst (Hebreeuws/Grieks/Aramees) worden er een aantal richtlijnen gehanteerd. Enige van de richtlijnen zijn:
- De vertaling moet aanvaardbaar zijn en in gebruik bij een groot deel van de kerken, alsmede de goedkeuring dragen van de verschillende synodes;
- De vertaling moet een dertigtal sleutelverzen zorgvuldig en accuraat overbrengen op basis van de gangbaar geaccepteerde manuscripten uit deze periode.

Er wordt in elk taalgebied een keuze gemaakt tussen volledige bijbeledities of edities met uitsluitend het Nieuwe Testament plus de Psalmen. De afweging van de organisatie is het productievolume. De productiekosten voor een pocket-Nieuwe Testament liggen op circa 20 procent van de kosten voor een volledige bijbel, waardoor men vijfmaal zo veel exemplaren kan verspreiden.

## Weerslag binnen populaire cultuur
De Gideonbijbel(gedeelten) in hotels zijn zozeer een begrip geworden dat zij - doorgaans op ironische wijze - voorkomen in allerlei culturele uitingen.
Enkele voorbeelden zijn:
- Clutch – lied – "Profits of Doom" – "Genesis and Exodus, Leviticus and Numbers, Gideon is knocking in your hotel while you slumber."
- In de film Gentlemen Prefer Blondes zingt Marilyn Monroe voor haar vriend het lied "Bye, Bye, Baby", waarin zij belooft: "I'll be in my room alone, every post-meridian. And I'll be with my diary and that book by Mr. Gideon".
- In de aflevering Back in the Red: Part III uit de komische Britse sciencefictionserie Red Dwarf vinden Arnold Rimmer en Dave Lister een Gideonbijbel in hun gevangeniscel. Lister zegt: "He [Gideon] follows me everywhere, that bloke! I was staying in a hotel once, he left his bible behind there, as well. And two years later, another hotel, dozy git left it behind again!"
- In het nummer "Rocky Raccoon" van de Beatles: "Rocky Raccoon checked into his room  Only to find Gideon's Bible".